# Amoureux de ma femme
Pour plus de détails, voir Fiche technique et Distribution.
Amoureux de ma femme est une comédie française réalisée par Daniel Auteuil sortie en 2018. C’est une adaptation de la pièce de théâtre L’Envers du décor de Florian Zeller.

## Synopsis
Daniel, éditeur parisien rencontre par hasard Patrick, un ami de longue date qu’il ne côtoie plus depuis la séparation de ce dernier avec son ex-femme, meilleure amie de l’épouse de Daniel. 
Désormais en couple avec Emma, jeune actrice espagnole, Patrick souhaiterait la présenter à ses amis qui organisent donc un dîner chez eux. 
Mais au fur et à mesure de la soirée et de plus en plus sous le charme de la belle Espagnole, Daniel va s’imaginer tous les scénarios possibles pour vivre sa romance avec Emma.

## Fiche technique
- Titre : Amoureux de ma femme
- Réalisation : Daniel Auteuil
- Scénario : Florian Zeller, d'après sa propre pièce de théâtre L’Envers du décor
- Musique : Thomas Dutronc et David Chiron
- Photographie : Jean-François Robin
- Montage : Joëlle Hache
- Costumes : Charlotte Betaillole
- Décors : Virginie Destiné
- Production : Olivier Delbosc
- Sociétés de production : Curiosa Films
  - Coproduction : Zack Films, Versus Production et France 3 Cinéma
  - SOFICA : A+ Images 8, Cinémage 12, Cofimage 29
- Société de distribution : Sony Pictures Releasing France
- Pays de production :  France
- Genre : comédie
- Durée : 84 minutes
- Date de sortie : 25 avril 2018

## Distribution
- Daniel Auteuil : Daniel
- Gérard Depardieu : Patrick
- Sandrine Kiberlain : Isabelle
- Adriana Ugarte : Emma
- Alain Doutey : Bruno